# Бојанчиште
Бојанчиште (мкд. Бојанчиште) је насеље у Северној Македонији, у јужном делу државе. Бојанчиште је насеље у оквиру општине Кавадарци.

## Географија
Бојанчиште је смештено у јужном делу Северне Македоније. Од најближег већег града, Кавадараца, насеље је удаљено 25 km јужно.
Насеље Бојанчиште се налази у историјској области Витачево, која је у овом делу прелази из брдског дела у планински кам југу. Село је положено изнад долине потока Бласнице. Јужно од насеља уздиже се планина Кожуф, а западно планина Козјак. Насеље је положено на приближно 900 метара надморске висине. 
Месна клима је планинска због знатне надморске висине.

## Становништво
Бојанчиште је према последњем попису из 2002. године имало 45 становника.
Већинско становништво у насељу су етнички Македонци (100%).
Претежна вероисповест месног становништва је православље.